# Keresztúr nevű települések listája
A feol.hu leírása alapján: A Keresztúr elnevezés azon helységek nevének utótagjaként szerepel, ahol a templomot a szent kereszt tiszteletére szentelték. A Kereszt és az Úr kifejezés olvadt egy szóvá.

## Települések listája

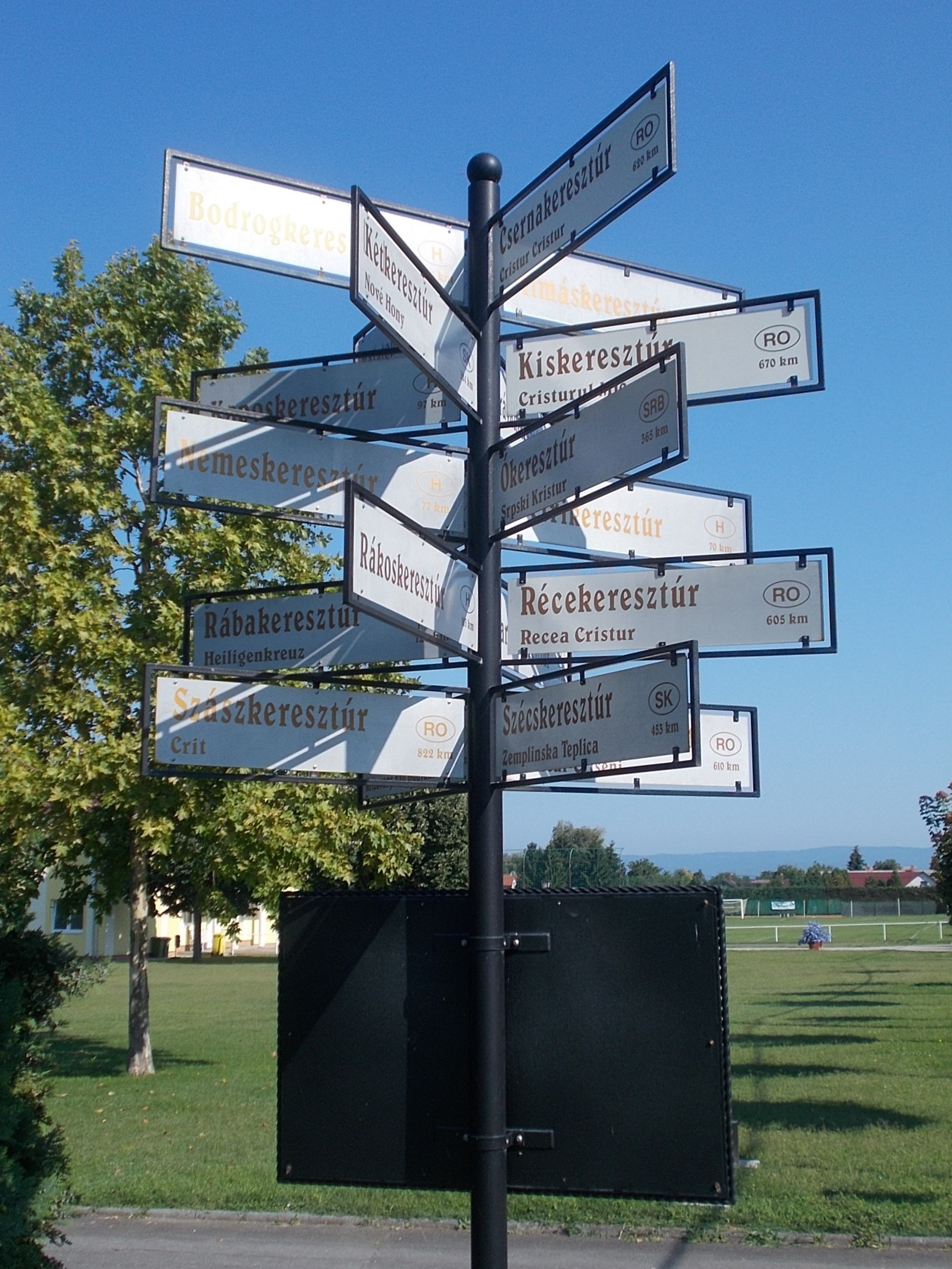
Keresztúr Nevű Települések irány, névtáblája, és távolságuk, Balatonkeresztúr, 2020.

- Almáskeresztúr
- Apátkeresztúr
- Balatonkeresztúr
- Bácskeresztúr
- Berekeresztúr
- Bodrogkeresztúr
- Csernakeresztúr
- Csicsókeresztúr
- Drávakeresztúr
- Hejőkeresztúr
- Kaposkeresztúr
- Keresztúr
- Kétkeresztúr
- Kiskeresztúr
- Magyarkeresztúr
- Maroskeresztúr
- Murakeresztúr
- Nagykeresztúr
- Nemeskeresztúr
- Ókeresztúr
- Ördögkeresztúr
- Petrikeresztúr
- Pókakeresztúr
- Pusztakeresztúr
- Rábakeresztúr
- Ráckeresztúr
- Rákoskeresztúr
- Récekeresztúr
- Sajókeresztúr
- Sarkadkeresztúr
- Sárkeresztúr
- Sopronkeresztúr
- Szécskeresztúr
- Székelykeresztúr
- Szilágyfőkeresztúr
- Tiszakeresztúr
- Tótkeresztúr

## Keresztúr Nevű Települések Szövetsége, KNTSz
A szövetség alapszabálya szerint: A szövetség céljai:
- a "Keresztúr" nevű településeken élő polgárok közötti kapcsolatok kialakítása /így baráti, idegenforgalmi, kulturális, sport stb./
- az egyes települések hagyományainak, kultúrájának egymással történő megismertetése, a tapasztalatok átadása
- a települési önkormányzatok közötti segítségnyújtás / anyagi, vagy egyéb természetbeni támogatással/ pl. jelentős a település nagy részét érintő elemi csapás
- a magyarságtudat, a nemzeti egység szellemének erősítése

A KNTSz honlapja, és tagjainak listája

## Találkozók
- I. Találkozó: Balatonkeresztúr, 2000. szeptember 8-10., 14 Keresztúr
- II. Találkozó: Rákoskeresztúr, 2001. szeptember 14-16., 19 Keresztúr
- III. Találkozó: Székelykeresztúr, 2002. szeptember 5-8.
- IV. Találkozó: Ráckeresztúr, 2003. augusztus 29-31., 17 Keresztúr
- V. Találkozó: Bodrogkeresztúr, 2004. augusztus 27-29.
- VI. Találkozó: Sarkadkeresztúr, 2005. augusztus 26-28., 16 Keresztúr
- VII. Találkozó: Székelykeresztúr, 2006. augusztus 31. - szeptember 2.
- VIII. Találkozó: Rákoskeresztúr, 2007. augusztus 24-26., 25 Keresztúr
- IX. Találkozó: Ráckeresztúr, 2008. augusztus 29-31., 23 Keresztúr
- X. Találkozó: Balatonkeresztúr, 2009. szeptember 03-06., 26 Keresztúr
- XI. Találkozó: Székelykeresztúr, 2010. augusztus 05-08.
- XII. Találkozó: Budapest XVII. kerülete, Rákoskeresztúr, 2011. augusztus 26-28., 26 Keresztúr
- XIII. Találkozó: Sajókeresztúr és Hejőkeresztúr, 2012. augusztus 23-26.
- XIV. Találkozó: Murakeresztúr és Petrikeresztúr, 2013. augusztus 9-10., 24 Keresztúr
- XV. Találkozó: Bodrogkeresztúr, 2014. augusztus 21-24., 24 Keresztúr
- XVI. Találkozó: Székelykeresztúr, 2015. július 30 - augusztus 1.
- XVII. Találkozó: Rákoskeresztúr, 2016. augusztus 19-20.
- XVIII. Találkozó: Sajókeresztúr, 2017. augusztus 10-13., 24 Keresztúr
- XIX. Találkozó: Sárkeresztúr, 2018. június 21-23.
- XX. Találkozó: Balatonkeresztúr, 2019. június 20-23., 27 Keresztúr
- (2020-ban a pandémia miatt elmaradt)
- XXI. Találkozó: Rákoskeresztúr, 2021. augusztus 19-20.
- XXII. Találkozó: Székelykeresztúr, 2022. augusztus 5-6.
- XXIII. Találkozó: Maroskeresztúr, 2023. július 13-16., 23 Keresztúr
- XXIV. Találkozó: Murakeresztúr, 2024.
- XXV. Találkozó: Rákoskeresztúr, 2025. július 17 és 20